# Tercio (Einheit)
Der Tercio, auch der Zurron oder die Serone, war eine alte mexikanische Masseneinheit (Gewichtsmaß) und hatte die Libra mit 0,46024634 Kilogramm als Grundlage. Das Maß wurde für Indigo und Tabak verwendet.
- 1 Tercio = 160 Libra = 73,64 Kilogramm

Die Maßkette war
- 1 Tercio = 8/5 Quintal = 32/5 Arroba = 160 Libra = 2.560 Onza = 20.480 Ochava = 40.960 Adarme = 122.880 Tomin(e)

## Einzelnachweis
1. ↑  Friedrich Eduard Noback; Münz-, Maass- und Gewichtsbuch: des Geld Maass- und Gewichtswesen, die Wechsel- und Geldkurse, das Wechselrecht und die Usanzen. F. A. Brockhaus, Leipzig 1877, S. 337, 607.